# Cronicó de Moissac
El Cronicó de Moissac (en llatí Chronicon Moissiancense), també anomenat Cronicó d'Aniana, és un cronicó que comprèn el període 670-821 i fou redactat per un monjo del monestir d'Aniana a finals del segle x. Les fonts foren els annals reials francs, uns annals llenguadocians avui perduts i diverses notes soltes. Entre altres fets, fa referència a la conquesta musulmana de Carcassona (725 o 726), a la batalla de Tours (732), i al lliurament, per part de la noblesa local, de les ciutats de Narbona (759) i Girona (785) a Carlemany i els seus successors (segles viii i ix). És d'un gran interès per al coneixement dels primers temps de la història catalana i de la Septimània. Fou conegut al monestir de Ripoll al segle xi i alguna de les seves anotacions passaren a formar part dels Cronicons Rivipullensis.